# Burchard de Mont Sion
Burchard de Mont Sion, ou Brocard du Mont-Sion, en allemand : Burchardus de Monte Sion ou Burchardus de Saxonia ou Burchard vom Berg Zion, est un prêtre allemand, frère dominicain, pèlerin et écrivain, probablement originaire de Magdebourg en Allemagne du Nord, qui a voyagé au Moyen-Orient, à la fin du XIIIe siècle et a écrit son livre qui, sous le titre Descriptio Terrae Sanctae (en français : Description de la Terre sainte), considéré d'une « importance extraordinaire ».

## Descriptio Terrae Sanctae
Il s'agit du récit le plus détaillé de la Terre sainte qui nous soit parvenu depuis le XIIIe siècle et il est décrit comme ayant appartenu à une classe à part parmi les nombreuses descriptions médiévales de la Terre sainte. Une centaine de manuscrits médiévaux et du début des temps modernes sont connus aujourd'hui, dont certains comprennent des cartes et des croquis.
Burchard a été en Palestine pendant 10 ans, entre 1274 et 1284. Il visite ensuite l'Arménie où il écrit sur la cour du roi d'Arménie Léon III. Burchard décrit le pays de l'Arménie comme étant soumis à la domination mongole :

« En fait, j'ai passé trois semaines avec le roi d'Arménie et de Cilicie, qui avait avec lui quelques Tartares. Le reste des assistants étaient des chrétiens, au nombre d'environ 200. Je les ai vus se rassembler pour aller à l'église, écouter l'office, plier le genou et prier avec dévotion. »

Ayant terminé ses affaires là-bas, Burchard s'embarque pour Chypre, où, nous dit-il, il est aimablement reçu par Henri II de Jérusalem, le dernier roi de Jérusalem en titre (en) (après la chute d'Acre, le 28 mai 1291, ce titre est resté vide) qui règne également comme roi de Chypre.
Burchard a également rédigé un plan de croisades, dans lequel il recommande la conquête de la Serbie orthodoxe et de Constantinople comme conditions préalables à la réalisation d'une croisade. Son plan aurait été peu pratique et aurait montré une aversion pour les chrétiens orthodoxes, plus que pour les musulmans eux-mêmes.
En 1455, Philippe le Bon duc de Bourgogne ordonne à son secrétaire, Jean Miélot, chanoine de Lille et miniaturiste, de traduire Descriptio Terrae Sanctae, de Burchard du Mont Sion (1283).
La traduction est enluminée par lui, avec de belles miniatures de Jérusalem, dont des exemplaires sont conservés à la Bibliothèque nationale de France, à la Bibliothèque royale de Belgique et à la bibliothèque Bodléienne de l'université d'Oxford. Une traduction anglaise, du manuscrit original, plus long, est fournie dans la collection de Denys Pringle (de), contenant des textes de pèlerinage, traduits, faisant partie de la série Crusade Texts in Translation, publiée par Ashgate.
Burchard est l'un des derniers pèlerins à se rendre en Terre sainte et à rédiger un rapport complet, avant la chute du royaume de Jérusalem, en 1291. Selon Jaroslav Folda, le récit est important, non seulement en raison de son contenu systématique et pourtant sélectif, mais aussi en raison de l'étendue des « actualia » inclus dans sa discussion.

### Source de la traduction
- (en) Cet article est partiellement ou en totalité issu de l’article de Wikipédia en anglais intitulé « Burchard of Mount Sion » (voir la liste des auteurs).